# Christian Spanne
Christian Lillenes Spanne (ur. 22 czerwca 1986 w Drammen) – norweski piłkarz ręczny grający jako prawoskrzydłowy, reprezentant Norwegii. Obecnie występuje w PGNiG Superlidze, w drużynie Orlen Wisły Płock.

## Sukcesy
- Mistrzostwa Norwegii:
  -  2007, 2008, 2010